# جيري رينالدي
جيري رينالدي هو متزحلق جبال الألب كندي، ولد في 25 يونيو 1945.

## وصلات خارجية
- جيري رينالدي على موقع الاتحاد الدولي للتزلج (التزلج على المنحدرات الثلجية) (الإنجليزية)
- جيري رينالدي على موقع أوليمبيديا (الإنجليزية)